# Atlantyda, wyspa ognia
Atlantyda, wyspa ognia – powieść fantastyczno-naukowa Macieja Kuczyńskiego dla młodzieży z elementami powieści przygodowej z 1967. Zaliczona do powieści szpiegowskich.
Książka została wpisana na listę lektur do szkoły podstawowej (lektura uzupełniająca dla klasy 6 w 1994 roku, lektura także w latach 80.).

## Treść
Młody Awaru, syn wodza jednego z afrykańskich plemion, zostaje wysłany z misją zwiadowczą na wyspę Atlantydę o wysoko rozwiniętej cywilizacji naukowo-technicznej. Jego zadaniem jest dokonanie przeglądu wyspy przed planowaną przez jego plemię inwazją. Na miejscu Awaru ogląda urządzenia wyspiarzy, których przeznaczania nie do końca rozumie. Jego przemyślenia zostają zawarte w scenach wydzielonych kursywą. Sama Atlantyda przypomina wyglądem XX-wieczną metropolię. Awaru dochodzi do wniosku, że nie da się podbić tej wyspy i zamierza o tym przekonać rodaków. Jednak powieść kończy się kataklizmem i zatopieniem wyspy przez ocean.

## Odbiór
W recenzji Stowarzyszenia Bibliotekarzy Polskich z 1974 książkę pochwalono, pisząc, że "Dramatycznie skonstruowana fabuła utrzymuje w napięciu uwagę czytelnika... a... obraz odznaczających się wysokim poziomem etycznym stosunków panujących w legendarnej społeczności nadaje jej bardzo humanistyczną wymowę". Książke określono jako "lekturę dla młodzieży od ok. 12 lat".